# Shacsha
Shacshas fue hasta el 10 de enero de 1962 un centro poblado que fue arrasado, junto con Ranrahirca, por un alud proveniente del Nevado Huascarán. Hoy es una campiña de ciudad de Yungay, Perú.
En la página 163 del "Libro de Oro de Yungay" editado en 1962, se consigna un artículo escrito por los profesores Emma Torres de Saens y Justo Pastor Mejía, donde se relata los orígenes precolombinos de Shacsha citando que "las primeras tribus... tenían los cabellos crecidos que les cubría la nuca y parte de la espalda , por eso los otros pueblos vecinos los llamaban Shacshakuna, palabra que con el correr del tiempo se transformó en la palabra Shacsha perdiendo el sufijo".
El historiador Julio Olivera Oré, natural de Pallasca, afirma que en este pueblo nació la danza denominada Shaqapas Tushucoj, el mismo que años más tarde se llamaría: la danza de los Shaqapas, Shajapas o simplemente Shacshas por su origen.En la época del Virreinato del Perú